# 張千帆
張 千帆（ちょう せんぱん、1964年1月 - ）は、中華人民共和国の作家、教授、法学者、政治学者
。

## 経歴
1964年1月、北京市で生まれる。1984年に南京大学物理学部を卒業。1989年アメリカ合衆国カーネギーメロン大学にて物理学博士の学位取得。1992年、張千帆はメリーランド大学カレッジパーク校に入学して、社会科学学科を勉強した。1999年、テキサス大学オースティン校にて博士（政府学）号を取得。
1999年に帰国し、南京大学法学院教授を務めた。2003年、北京大学に転じ、法学院の教授に就任した。
2014年10月、国家新聞出版広電総局は、今後、張千帆の作品を出版してはいけないという通知を出しました。

## 著作
- (中国語) 『為了人的尊嚴：中国古典政治哲学批判與重構』. 北京市: 中国民主法制出版社. (2012). pp. 251. ISBN 9787516200124
- (中国語) 『国家主權與地方自治』. 北京市: 中国民主法制出版社有限公司. (2012). pp. 368. ISBN 9787802199651
- (中国語) 『憲政原理』. 北京市: 法律出版社. (2011). pp. 397. ISBN 9787511823557
- (中国語) 『憲法学導論：原理與應用』. 北京市: 法律出版社. (2008). pp. 663. ISBN 9787503687587
- (中国語) 『法国與徳国憲政』. 北京市: 法律出版社. (2011). pp. 459. ISBN 9787511826237
- (中国語) 『美国聯邦憲法』. 北京市: 法律出版社. (2011). pp. 559. ISBN 9787511817570
- (中国語) 『憲在：生活中的憲法蹤跡』. 北京市: 中国民主法制出版社有限公司. (2011). pp. 325. ISBN 9787802199378
- (中国語) 『学術教科書：憲法学講義』. 北京市: 北京大学出版社. (2011). pp. 586. ISBN 9787301165669
- (中国語) 『權利平等與地方差異』. 北京市: 中国民主法制出版社有限公司. (2011). pp. 300. ISBN 9787802198753
- (中国語) 『倚憲論道：在理念與現實之間』. 北京市: 中国法制出版社. (2007). pp. 344. ISBN 9787802266827
- (中国語) 『西方憲政體系之美国憲法』. 北京市: 中国政法大学出版社. (2004). pp. 728. ISBN 9787562018681
- (中国語) 『西方憲政體系之歐洲憲法』. 北京市: 中国政法大学出版社. (2005). pp. 790. ISBN 9787562019411